# Elżbieta Karadziordziewić
Elżbieta Karadziordziewić, serb. Јелисавета Карађорђевић, serb.-chorw. Jelisaveta Karađorđević, pseud. Jelisaveta, E (ur. 7 kwietnia 1936 w Belgradzie) – serbska arystokratka, pisarka i polityczka; księżniczka Jugosławii (tytularnie także Serbii), kandydatka w wyborach prezydenckich w 2004.

## Życiorys
Urodziła się jako jedyna córka Pawła (1893–1976), księcia Jugosławii, i Olgi Glücksburg (1903–1997), księżniczki Grecji i Danii. Miała dwóch starszych braci: Aleksandra (1924–2016) i Mikołaja (1928–1954). Jej matką chrzestną była ciotka Katarzyny Glücksburg (1904–1955). Jej ojciec sprawował urząd regenta w imieniu małoletniego króla Piotra II (1923–1970), a matka wypełniała obowiązki pierwszej damy. Wczesne dzieciństwo spędziła w Belgradzie, mieszkając w Białym Pałacu. W wyniku puczu wojskowego 25 marca 1941 została internowana wraz z rodziną. Następnie zostali przekazani Wielkiej Brytanii, a po interwencji Jerzego II, Grecji. 28 kwietnia 1941 przeniesiono ich do Nairobi, po czym ostatecznie osadzono w specjalnie przygotowanym miejscu internowania w Oserian nad jeziorem Naivasha (Kenia). Z racji na zły stan zdrowia ojca, w kwietniu 1943 zostali przeniesieni do Południowej Afryki, a 1 czerwca 1946 uwolnieni.
W 1946–1961 mieszkała kolejno w: Kapsztadzie, Lozannie, Florencji i Paryżu. W 1955–1960 studiowała historię sztuki na Uniwersytecie Paryskim. W 1961 wyszła za mąż za Howarda Oxenberga (1919–2010), amerykańsko-żydowskiego przemysłowca, po czym zamieszkała w Nowym Jorku. W 1966 rozwiodła się i przeniosła do Londynu. W 1969 ponownie wyszła za mąż za Neila Balfoura (ur. 1944), angielskiego finansistę. Od 1974 miała romans z walijskim aktorem Richardem Burtonem (1925–1984), który doprowadził do rozpadu jej małżeństwa w 1978. Kolejny raz wyszła za mąż w 1987 za Manuela Ulloę Elíasa (1922–1992), peruwiańskiego polityka. W 1999 powróciła do Jugosławii.

## Rodzina
Trzykrotnie wychodziła za mąż. 19 stycznia 1961 w Nowym Jorku poślubiła Howarda Oxenberga (1919–2010), syna Jacka (1882–) i Daisy z d. Freedman (1892–). Rozwiedli się w 1966. Ze związku pochodzą dwie córki: 
- Catherine Oxenberg (ur. 1961) ⚭ Casper Van Dien (ur. 1968), syn Caspera Roberta (ur. 1932) i Diane z d. Morrow (ur. 1939).
- Christina Oxenberg (ur. 1962) ⚭ Damian Elwes (ur. 1960), syn Bede'ego Evelyn (1931–1975) i Tessy Georginy z d. Kennedy (ur. 1938).

23 września 1969 w Londynie wyszła za Neila Balfoura (ur. 1944), syna Archibalda Roxburgha (1883–1958) i Lilian Helen z d. Cooper (zm. 1989). Małżeństwo zakończyło się rozwodem w 1978. Ze związku pochodzi jeden syn:
- Nocholas Augustus Roxburgh Balfour (ur. 1970) ⚭ Stéphanie de Brouwer[czy to ważne?] (ur. 1971), córka Jeana Marie (ur. 1939) i Veroniki z d. Dengg (ur. 1948).

Po raz trzeci wyszła za mąż 28 lutego 1987 w Nowym Jorku za Manuela Ulloę Elíasa (1922–1992), syna Alberta Ulloa Sotomayor (1892–1975) i Margarity Elías Beddy (1895–1975). Małżeństwo pozostało bezdzietne. Tolerowała trwający w 1990–1992 romans męża z argentyńską pisarką Maki Miró Quesada (ur. 1949).

## Przodkowie
| Prapradziadkowie                     | Jerzy Czarny (1768–1818) ∞1706 Jelena Jovanović (1771–1842)                   | Jevrem Nenandović (1793–1864) ∞ok. 1812 Jovanka Milovanović (1797–ok. 1840)   | Pawieł Nikołajewicz Demidow (1798–1840) ∞1836 Aurora Karlowna Stjernvall (1808–1902) | Piotr Nikiticz Trubecki (1826–1880) ∞1851 Jelizawieta Esperowna Biełosielska-Biełozierska (1832–1907) | kr. Danii Chrystian IX (1818–1906) ∞ 1842 Ludwika Heska (1817–1898)              | Konstanty Nikołajewicz Romanow (1827–1892) ∞ 1848 Aleksandra Josifowna (1830–1911) | car Rosji Aleksander II (1818–1881) ∞ 1841 Maria Aleksandrowna (1824–1880)       | w. ks. Meklemburgii-Schwerinu Fryderyk Franciszek II (1823–1883) ∞ 1849 Augusta Reuss-Köstritz (1822–1862) |
| Pradziadkowie                        | ks. Serbii Aleksander (1806–1885) ∞1830 Persyda Nenandović (1813–1873)        | ks. Serbii Aleksander (1806–1885) ∞1830 Persyda Nenandović (1813–1873)        | Pawieł Pawłowicz Demidow (1839–1885) ∞1871 Jelena Pietrowna Trubecka (1853–1917)     | Pawieł Pawłowicz Demidow (1839–1885) ∞1871 Jelena Pietrowna Trubecka (1853–1917)                      | kr. Hellenów Jerzy I (1845–1913) ∞ 1867 Olga Konstantynowna Romanowa (1851–1926) | kr. Hellenów Jerzy I (1845–1913) ∞ 1867 Olga Konstantynowna Romanowa (1851–1926)   | Włodzimierz Aleksandrowicz Romanow (1847–1909) ∞ 1874 Maria Pawłowna (1854–1920) | Włodzimierz Aleksandrowicz Romanow (1847–1909) ∞ 1874 Maria Pawłowna (1854–1920)                           |
| Dziadkowie                           | Arsen Karadziordziewić (1859–1938) ∞1892 Aurora Pawłowna Demidowa (1873–1904) | Arsen Karadziordziewić (1859–1938) ∞1892 Aurora Pawłowna Demidowa (1873–1904) | Arsen Karadziordziewić (1859–1938) ∞1892 Aurora Pawłowna Demidowa (1873–1904)        | Arsen Karadziordziewić (1859–1938) ∞1892 Aurora Pawłowna Demidowa (1873–1904)                         | Mikołaj Glücksburg (1872–1938) ∞ 1902 Helena Władimirowna Romanowa (1882–1957)   | Mikołaj Glücksburg (1872–1938) ∞ 1902 Helena Władimirowna Romanowa (1882–1957)     | Mikołaj Glücksburg (1872–1938) ∞ 1902 Helena Władimirowna Romanowa (1882–1957)   | Mikołaj Glücksburg (1872–1938) ∞ 1902 Helena Władimirowna Romanowa (1882–1957)                             |
| Rodzice                              | Paweł Karadziordziewić (1893–1976) ∞1922 Olga Glücksburg (1903–1997)          | Paweł Karadziordziewić (1893–1976) ∞1922 Olga Glücksburg (1903–1997)          | Paweł Karadziordziewić (1893–1976) ∞1922 Olga Glücksburg (1903–1997)                 | Paweł Karadziordziewić (1893–1976) ∞1922 Olga Glücksburg (1903–1997)                                  | Paweł Karadziordziewić (1893–1976) ∞1922 Olga Glücksburg (1903–1997)             | Paweł Karadziordziewić (1893–1976) ∞1922 Olga Glücksburg (1903–1997)               | Paweł Karadziordziewić (1893–1976) ∞1922 Olga Glücksburg (1903–1997)             | Paweł Karadziordziewić (1893–1976) ∞1922 Olga Glücksburg (1903–1997)                                       |
| Elżbieta Karadziordziewić (ur. 1936) |                                                                               |                                                                               |                                                                                      | |                                                                                  |                                                                                    |                                                                                  | |